# Ottawan
Gli Ottawan è stato un duo francese di musica pop e disco, che ha segnato l'era con singoli di successo come D.I.S.C.O e Hands Up (Give Me Your Heart) nei primi anni 1980.

## Carriera
Il gruppo degli Ottawan è stato fondato nel 1979 da Daniel Vangarde e Jean Kluger, due produttori discografici francesi, ed era composto inizialmente da Jean Patrick Baptiste e Annette. Il nome del gruppo venne dato ispirandosi al nome della cittadina del Canada, Ottawa. Kluger e Vangarde avevano ottenuto successi anche con The Gibson Brothers e Sheila, che entrò poi nella formazione delle B. Devotion.
Nel Regno Unito hanno portato due hits nella Top 10, il singolo D.I.S.C.O. (debutto discografico del duo), che ha raggiunto il secondo posto nel settembre del 1980, ed Hands Up (Give Me Your Heart), che ha raggiunto la posizione numero tre un anno più tardi. Lo stesso singolo Hands Up (Give Me Your Heart) ha raggiunto la prima posizione anche in Nuova Zelanda nel 1982, rimanendovi per otto settimane. In Francia, il loro singolo You're OK (conosciuto in quel paese col titolo T'es OK) è uno dei 50 singoli più venduti di tutti i tempi Il duo ha registrato il pezzo in francese e in inglese.
Jean Patrick Baptiste lasciò il gruppo poco dopo ed ha tentato un ritorno sotto il nome di Pam 'n Pat, però con scarso successo.
La band canadese Sway ha avuto successo nel suo paese nel 1988 riproponendo la cover di Hands Up (Give Me Your Heart) degli Ottawan.

## Discografia
Singoli
| Anno | Singolo                              | UK | GER | NL | BEL | NOR | AUS | IRL |
| ---- | ------------------------------------ | -- | --- | -- | --- | --- | --- | --- |
| 1979 | D.I.S.C.O.                           | 2  | 2   | 1  | 2   | 1   | 4   | 2   |
| 1980 | "You're OK"                          | 56 | 17  | —  | —   | —   | —   | —   |
| 1980 | Shalalala Song                       | —  | 73  | —  | —   | —   | —   | —   |
| 1980 | Haut Les Mains (Donne-moi Ton Cœur)  | —  | —   | —  | 32  | —   | —   | —   |
| 1981 | Hands Up (Give Me Your Heart)        | 3  | 2   | 5  | 4   | 1   | 3   | 1   |
| 1981 | Crazy Music                          | —  | 26  | —  | —   | —   | 19  | —   |
| 1981 | Qui va garder mon crocodile cet été? | —  | —   | —  | 23  | —   | —   | —   |
| 1981 | Help, Get Me Some Help               | 49 | —   | —  | —   | —   | —   | —   |
| 1982 | Hello Rio!                           | —  | —   | —  | —   | —   | —   | —   |
| 1982 | Top Secret                           | —  | —   | —  | —   | —   | —   | —   |

Album
| Anno | Album      | GER | AUS |
| ---- | ---------- | --- | --- |
| 1980 | D.I.S.C.O. | 30  | —   |
| 1981 | 2          | —   | 18  |

## Formazione

### Formazione attuale
- Jean Patrick Baptiste (1979-1981, 1984-)
- Isabell Yapi (2012-)

### Ex componenti
- Annette (1979-1981)
- Tamara (1984-1999)
- Christine Anne-Rose Manne (2000-2001, 2009-2012)
- Caroline Ann Coudaire (2002-2009)
- Linda (2005)